# ヒット商品番付
ヒット商品番付（ヒットしょうひんばんづけ）とは、その年に記録的な売り上げとなった、もしくは流行した商品やサービス、事象といった、いわゆる「ヒット商品」を、その年の社会情勢や消費動向などさまざまな観点をもとに、ヒットの度合いを相撲の番付になぞらえて発表する企画の総称。毎年年末ごろに発表され、その年の流行や経済情勢を反映する指標として使われることが多い。
代表的なものは日本経済新聞社「日経ヒット商品番付」で、他にSMBCコンサルティング「SMBCヒット商品番付」や「ネット発ヒット商品番付」などが存在する。
この項目では類似・同様のヒット商品ランキング企画についても触れる（後述）。

## ヒット番付一覧

### 日経ヒット商品番付
日本経済新聞社の消費・流通・マーケティング専門紙「日経MJ（日経流通新聞）」が1971年の創刊時から毎年発表している。基本的に日経MJの紙面で発表されるほか、日本経済新聞系のメディアで取り扱われることが多い。
この番付は、「消費動向や世相を踏まえたうえで、売れ行き、開発の着眼点、価格、産業構造や生活者心理に与えた影響などを総合的に判断」して決定されている。
番付決定の具体的なプロセスとしては「第一審査として日本経済新聞社内の流通・マーケティング・消費などの分野を担当する記者たち約100人に今年のヒット商品を出してもらい、ノミネート作品を選ぶ」「デスク級のの人間が集まって第二次審査を行う」「第二次審査で絞られたものから私（編集長）を含め日経MJの編集部で最終的な番付を決める」といったステップを踏んでいる事を2009年当時の日経MJ編集長の篠原昇司氏が語っている。
2002年からは上半期の番付も発表している。また、日経MJ紙面発表の前日には、テレビ東京系『ワールドビジネスサテライト』でも冒頭で小特集を組んで発表されている。
過去の横綱一覧
※ハイフン（-）は「該当なし」
| 年度   | 東                                                 | 西                                          | 備考                              |
| ------ | -------------------------------------------------- | ------------------------------------------- | --------------------------------- |
| 1971年 | -                                                  | -                                           | 大関：東「ジーンズ」 西「浄水器」 |
| 1972年 | -                                                  | マンション                                  |                                   |
| 1973年 | -                                                  | 温風ヒーター                                |                                   |
| 1974年 | マフラー（ロング）                                 | ネックレス                                  |                                   |
| 1975年 | がん保険                                           | 婦人服                                      |                                   |
| 1976年 | 女性用ブーツ                                       | -                                           |                                   |
| 1977年 | ふとん乾燥機                                       | 「人間の証明」                              |                                   |
| 1978年 | -                                                  | 「円」                                      |                                   |
| 1979年 | カラーテレビ                                       | 金                                          |                                   |
| 1980年 | VTR                                                | マイコン                                    |                                   |
| 1981年 | 金                                                 | 期日指定定期預金                            |                                   |
| 1982年 | 1リッターカー                                      | 新金融商品                                  |                                   |
| 1983年 | VTR                                                | 「東京ディズニーランド」                    |                                   |
| 1984年 | しょうちゅう                                       | -                                           |                                   |
| 1985年 | 「ミノルタα-7000」                                 | CDプレーヤー                                |                                   |
| 1986年 | -                                                  | メンズDCブランドファッション                |                                   |
| 1987年 | スーパードライ（アサヒビール）                     | アタック（花王）                            |                                   |
| 1988年 | 宝飾品                                             | 東京ドーム（後楽園スタヂアム）              |                                   |
| 1989年 | イタリアンファッション                             | 1円玉（大蔵省）                             |                                   |
| 1990年 | エコロジー商品                                     | ファジー家電                                |                                   |
| 1991年 | -                                                  | -                                           |                                   |
| 1992年 | -                                                  | 「複合不況」（宮崎義一・中公新書）          |                                   |
| 1993年 | Jリーググッズ                                      | セービング（ダイエー）                      |                                   |
| 1994年 | バーゲンブロー（ダイエー）                         | 低価格PBコーラ                              |                                   |
| 1995年 | ウインドウズ95日本語版（マイクロソフト）           | NOMO                                        |                                   |
| 1996年 | 激安携帯電話・PHS                                  | キャナルシティ博多                          |                                   |
| 1997年 | もののけ姫                                         | 東京三菱銀行の預金                          |                                   |
| 1998年 | 横浜（ベイスターズ、ベイサイドマリーナ、横浜高校） | 消費税分還元セール                          |                                   |
| 1999年 | 低価格パソコン                                     | 宇多田ヒカル                                |                                   |
| 2000年 | ユニクロ（ファーストリテイリング）                 | 平日半額バーガー（日本マクドナルド）        |                                   |
| 2001年 | メード・イン・チャイナ（Made in China）            | イチロー                                    |                                   |
| 2002年 | 丸ビル                                             | カメラ付き携帯電話                          |                                   |
| 2003年 | デジタルAV機器                                     | 昭和                                        |                                   |
| 2004年 | 韓流                                               | アテネ特需                                  |                                   |
| 2005年 | iPod & iTunes Music Store                          | -                                           |                                   |
| 2006年 | デジタル一眼レフ                                   | ショッピングセンター（SC）                  |                                   |
| 2007年 | Wii & DS（任天堂）                                 | 電子マネー                                  |                                   |
| 2008年 | ユニクロ・H&M                                      | セブンプレミアム・トップバリュ              |                                   |
| 2009年 | エコカー                                           | 激安ジーンズ                                |                                   |
| 2010年 | スマートフォン                                     | 羽田空港                                    |                                   |
| 2011年 | アップル                                           | 節電商品                                    | [ 4 ]                             |
| 2012年 | 東京スカイツリー                                   | 7インチタブレット                           | [ 5 ]                             |
| 2013年 | セブンカフェ                                       | あまちゃん                                  | [ 6 ]                             |
| 2014年 | インバウンド消費                                   | 妖怪ウォッチ                                | [ 7 ]                             |
| 2015年 | 北陸新幹線                                         | ラグビー桜ジャパン                          | [ 8 ]                             |
| 2016年 | ポケモンGO                                         | 君の名は。                                  | [ 9 ]                             |
| 2017年 | アマゾン・エフェクト                               | 任天堂ゲーム機                              | [ 10 ]                            |
| 2018年 | 安室奈美恵                                         | TikTok                                      | [ 11 ]                            |
| 2019年 | ラグビーW杯                                        | キャッシュレス                              | [ 12 ]                            |
| 2020年 | 鬼滅の刃                                           | オンラインツール                            | [ 13 ]                            |
| 2021年 | Z世代                                              | 大谷翔平                                    | [ 14 ]                            |
| 2022年 | コスパ&タイパ                                      | ＃3年ぶり                                   |                                   |
| 2023年 | 生成AI（人工知能）                                 | 大谷翔平&ワールド・ベースボール・クラシック |                                   |
| 2024年 | 新NISA                                             | 大谷50-50                                   | [ 15 ]                            |

関連書籍
いずれも日本経済新聞出版本部刊。
- 「ヒット商品番付」大研究 昭和46年～60年（1986年）
- ヒット商品番付大研究 89年版（1989年）
- ヒット商品番付大研究 '90（1990年）
- 日経ヒット商品番付1971→2010（2010年）

### SMBCヒット商品番付
三井住友銀行グループの経営コンサルティング会社、SMBCコンサルティングが、1980年代、前身である住友ビジネスコンサルテイングの時代から毎年発表している。日経のものよりも歴史は浅いものの、日経系をふくめた多数のメディアで扱われることが多いため、認知度も上がっている。

### ネット発ヒット商品番付
2009年開始。その年にインターネットで話題を呼び、ブームを巻き起こした商品・サービスを選ぶ。事前に、食品宅配サイト「Oisix」、ポータルサイト「Yahoo! JAPAN」、通販サイト「楽天市場」などのウェブサイトが協力して調査を行い、各サイトや産経新聞Web面編集担当者が話題となった商品・サービスなど注目されたものを候補として挙げ、最終的に審査員4人が選考するシステムとなっている。

## 類似・同様の企画
番付形式を用いていないヒット商品のランキングも存在し、一部は日経ヒット商品番付と同様にその年を表す情報のひとつとして扱われる。

### ヒット商品ベスト30
1987年開始。日本経済新聞社系列の日経BPが発刊する月刊誌「日経トレンディ」が企画する商品ランキングで毎年12月号で発表。

### DIMEトレンド大賞
1988年開始（大賞の選出は1990年から）。小学館発行の雑誌「DIME」が企画する商品ランキングで毎年最終号で発表。創造性や先見性を重視した選出を行っている。